# Castelul de nisip
Castelul de nisip (砂の器 Suna no utsuwa?) este un film polițist japonez din 1974, regizat de Yoshitarō Nomura⁠(d), după un scenariu inspirat din romanul Suna no Utsuwa (1961) al lui Seicho Matsumoto⁠(d).

## Rezumat
Detectivii Imanishi (Tetsuro Tamba) și Yoshimura (Kensaku Morita) investighează uciderea unui bătrân, care a fost găsit lovit mortal într-o zonă feroviară, și încearcă să dea de urma ucigașului. Ca urmare a faptului că identitatea bătrânului nu poate fi stabilită, ancheta se concentrează pe singurul indiciu: un fragment de conversație între bătrân și un bărbat mai tânăr, auzit la un bar din apropiere. Un martor își amintește două expresii criptice din acea conversație: „Kameda a făcut asta” și „Kameda nu se schimbă”.
Informațiile obținute declanșează o investigație amplă care se întinde în zone geografice vaste și pe o durată lungă și urmărește schimbarea obiceiurilor sociale. Ancheta se încheie cu o concluzie emoționantă și sfâșietoare, cu atât mai tulburătoare cu cât motivul crimei nu mai există în lume.

## Distribuție
- Tetsurō Tamba – detectivul Eitaro Imanishi
- Gō Katō – Eiryo Waga/Hideo Motoura
- Kensaku Morita⁠(d) - detectivul Hiroshi Yoshimura
- Yoko Shimada⁠(d) – Rieko Takagi
- Karin Yamaguchi – Sachiko Tadokoro
- Ken Ogata⁠(d) – Kenichi Miki
- Seiji Matsuyama – Shokichi Miki
- Yoshi Katō⁠(d) – Chiyokichi Motoura
- Chishū Ryū – Kojuro Kirihara
- Taketoshi Naito⁠(d)
- Yoshio Inaba
- Shin Saburi⁠(d)

## Premii
- Premiul Kinema Junpō (1975)[4]
  - Cel mai bun scenariu (Shinobu Hashimoto și Yōji Yamada)
- Premiul Alegerea cititorilor
  - Cel mai bun regizor de film japonez (Yoshitaro Nomura)
- Premiul Mainichi (1975)
  - Cel mai bun regizor (Yoshitaro Nomura)
  - Cel mai bun film (Yoshitaro Nomura)
  - Cea mai bună muzică de film (Kosuke Sugano)
  - Cel mai bun scenariu (Shinobu Hashimoto și Yōji Yamada)
- Festivalul Internațional de Film de la Moscova (ediția a IX-a)[5]
  - Diplomă (Yoshitaro Nomura)
  - Nominalizat la Premiul de Aur (Yoshitaro Nomura).